# Episodi di The Star and the Story (seconda stagione)
La seconda stagione della serie televisiva The Star and the Story è andata in onda negli Stati Uniti dal 29 ottobre 1955 al 14 aprile 1956 in syndication.
| nº | Titolo originale          | Prima TV USA     |
| -- | ------------------------- | ---------------- |
| 1  | End of Flight             | 29 ottobre 1955  |
| 2  | The Man Who Was Dead      | 12 novembre 1955 |
| 3  | The Creative Impulse      | 3 dicembre 1955  |
| 4  | The Blue Landscape        | 10 dicembre 1955 |
| 5  | A Point of Honor          | 7 gennaio 1956   |
| 6  | The Difficult Age         | 21 gennaio 1956  |
| 7  | Payment in Kind           | 28 gennaio 1956  |
| 8  | Appearances and Reality   | 11 febbraio 1956 |
| 9  | Arab Duel                 | 18 febbraio 1956 |
| 10 | They                      | 3 marzo 1956     |
| 11 | Act of Decision           | 10 marzo 1956    |
| 12 | The Thin Line             | 17 marzo 1956    |
| 13 | The Force of Circumstance | 24 marzo 1956    |
| 14 | The Whizzer               | 31 marzo 1956    |
| 15 | The Lonely Ones           | 7 aprile 1956    |
| 16 | The Senora                | 14 aprile 1956   |

## End of Flight
- Prima televisiva: 29 ottobre 1955

### Trama
- Guest star: Edmond O'Brien

## The Man Who Was Dead
- Prima televisiva: 12 novembre 1955

### Trama
- Guest star: Thomas Mitchell (Alistair Reeks-Machrihanish), Chuck Connors (Harry Frazier), Kathryn Card (Mrs. Annie Machrihanish), Hugh Sanders (dottor Franklin Crane), Don Megowan (K.O. Kranton), Don Shelton (Alvin Kirk)

## The Creative Impulse
- Prima televisiva: 3 dicembre 1955

### Trama
- Guest star: Judith Anderson (Mrs. Albert Forrester)

## The Blue Landscape
- Prima televisiva: 10 dicembre 1955

### Trama
- Guest star: Hillary Brooke (Adelaide Manning), John Hubbard (Roger Bannay), Walter Kingsford (Andrew Holt), Peter Lorre (ispettore Andre Mondeau), Celia Lovsky (Mme. Carpentier), John Mylong (Comte de Monpellier), Irene Seidner (Concierge)

## A Point of Honor
- Prima televisiva: 7 gennaio 1956

### Trama
- Guest star: Zachary Scott (Don Pedro), Beverly Garland (Soledad), Christopher Dark (Don Luis), James Craven (Don Felipe), Michael Ann Barrett (La Mariposa), Gil Frye (Don Carlos)

## The Difficult Age
- Prima televisiva: 21 gennaio 1956

### Trama
- Guest star: Charles Coburn (Tom Carey), George N. Neise (Phillip Delsing), Elizabeth Patterson (Amy Carey), Sam Flint (Doc Harbison), Renee Godfrey (Miss Harrington), Barbara Woodell (Miss Wilson), Helen Spelling (Miss Nichols), Pierre Watkin (Board Chairman Hendrickson), Joi Lansing (Mitzi), Natalie Norwick (Thin girl)

## Payment in Kind
- Prima televisiva: 28 gennaio 1956

### Trama
- Guest star: Howard Duff (detective Lt. Tom Preston), Steven Geray (dottor Karl Linden), Beverly Garland (Aimie Preston), Peggy Maley (Viola Matthews), Dabbs Greer (dottor Carlson), Hugh Sanders (capitano Sommers), Hal March (Ken Loomis), Steve Pendleton (Mac)

## Appearances and Reality
- Prima televisiva: 11 febbraio 1956

### Trama
- Guest star: Brian Aherne

## Arab Duel
- Prima televisiva: 18 febbraio 1956

### Trama
- Guest star: Sidney Blackmer (Walter Horn), Hugh O'Brian (Hank Bartlett), Hillary Brooke (Betty Horn), Virginia Christine (Alice), Darlene Fields (Helen), Bobby Johnson (George - Chauffeur), Ashley Cowan (Mr. Frimm), William Haade (Phil - poliziotto), Ralph Montgomery (uomo)

## They
- Prima televisiva: 3 marzo 1956

### Trama
- Guest star: Thomas Mitchell

## Act of Decision
- Prima televisiva: 10 marzo 1956

### Trama
- Guest star: Frank Lovejoy (se stesso  - presentatore / Scott Andrews), Nancy Gates (Sue Vaughan), Hugh Sanders (Mr. Beavers), Harry Antrim (Dean Hunter), Frederick Ford (Watkins), Geoffrey Froner (Chris Andrews), Jimmy Hawkins (Bobby Andrews), Kem Dibbs (poliziotto), Stuart Whitman (ragazzo)

## The Thin Line
- Prima televisiva: 17 marzo 1956

### Trama
- Guest star: Joan Camden (Kathy), Chuck Connors (Hospital Attendant), Joseph Forte (dottor Glasson), Aron Kincaid (Smiley), David Niven (Johnny), Dick Paxton (barista), Jennifer Raine (Maid), Lyn Thomas (cameriera)

## The Force of Circumstance
- Prima televisiva: 24 marzo 1956

### Trama
- Guest star: Bart Braverman, Raymond Burr, Bernice Gayier, Angela Lansbury, Lita Milan, Gordon Richards, Norma Varden

## The Whizzer
- Prima televisiva: 31 marzo 1956

### Trama
- Guest star: Frank Lovejoy (Jim Hubbard), Gloria Talbott (Nancy), John Lupton (Chuck Bailey), Rodolfo Hoyos Jr. (Pedigo), Eddy Waller (Bleak-top), Stuart Randall (tenente Getman), Julian Rivero (Fernando), Fernando Alvarado (Miguel)

## The Lonely Ones
- Prima televisiva: 7 aprile 1956

### Trama
- Guest star: Madge Blake, Christopher Dark, Barney Phillips, Michael Vallon, Teresa Wright (Eleanor Linton)

## The Senora
- Prima televisiva: 14 aprile 1956

### Trama
- Guest star: Judith Anderson, Hillary Brooke